# Karl von Pfeufer
Karl Sebastian von Pfeufer (Bamberga, 22 dicembre 1806 – Eben am Achensee, 13 settembre 1869) è stato un medico tedesco.

## Biografia
Studiò a Erlangen e Würzburg, e in seguito servì come assistente di Johann Lukas Schönlein (1793-1864). Nel 1840 divenne professore e direttore presso la clinica medica di Zurigo, dal 1844 lavorò nella clinica universitaria di Heidelberg. Nel 1852 fu nominato professore clinico nella seconda divisione medica dell'ospedale generale di Monaco. Alcuni dei suoi studenti e assistenti più noti furono Friedrich Albert von Zenker (1825-1898), Adolf Kussmaul (1822-1902), Theodor von Dusch (1824-1890) e Otto Leichtenstern (1845-1900).
Karl Pfeufer è ricordato per la sua collaborazione con l'anatomista Friedrich Gustav Jacob Henle (1809-1885). Nel 1844 fondarono un giornale sulla "medicina razionale" chiamato Zeitschrift für rationelle Medizin.
Un'altra opera importante di Pfeufer fu un trattato del 1837 sull'epidemia della colera a Mittenwald, intitolato Bericht über die Cholera-Epidemie in Mittenwald.